# Anges de Leakey
Cet article court présente un sujet plus développé dans : Louis Leakey.
Les Anges de Leakey (en anglais : Leakey Angels), ou Trimates (jeu de mots dérivé de « primate » et de « trio »), désigne trois chercheuses dont le paléoprimatologue et paléoanthropologue kényan et britannique Louis Leakey fut le mentor.
Ces chercheuses de premier plan, parmi les premières à s'intéresser à l'observation en milieu naturel et à la protection des grands singes, sont Jane Goodall (étude des chimpanzés), Dian Fossey (étude des gorilles) et Birutė Galdikas (étude des orang-outans).

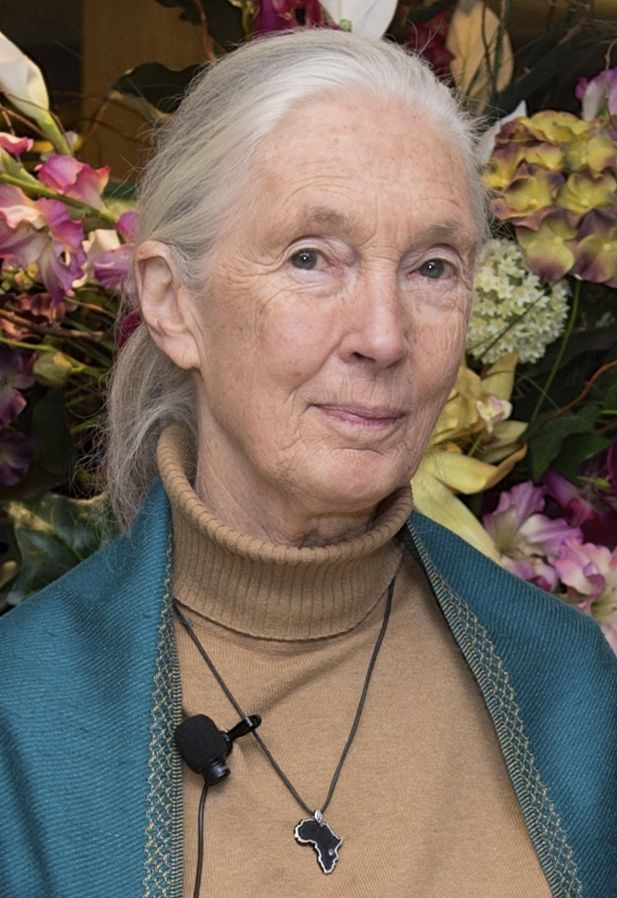
Jane Goodall (2015).
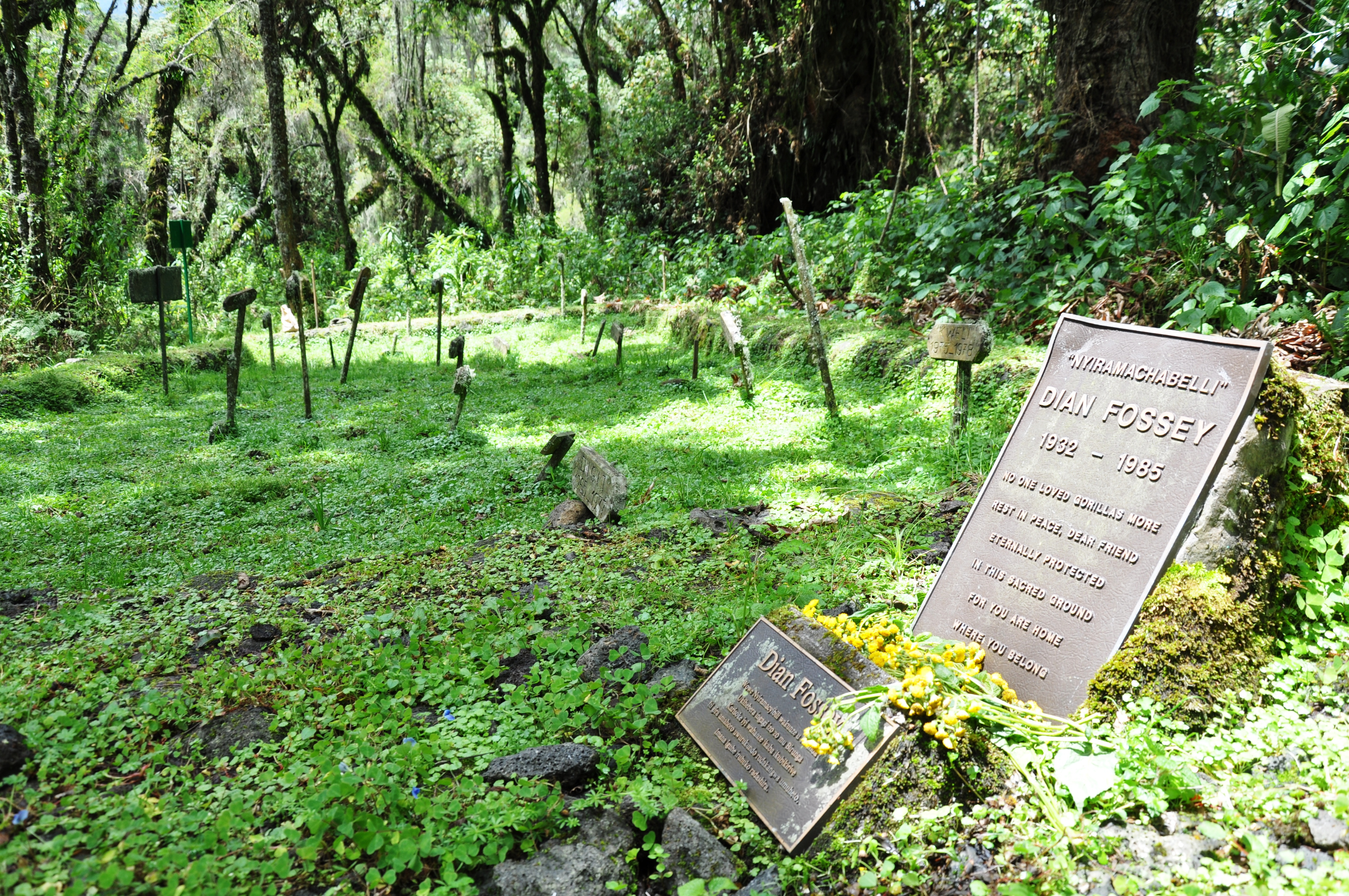
Tombe de Dian Fossey.
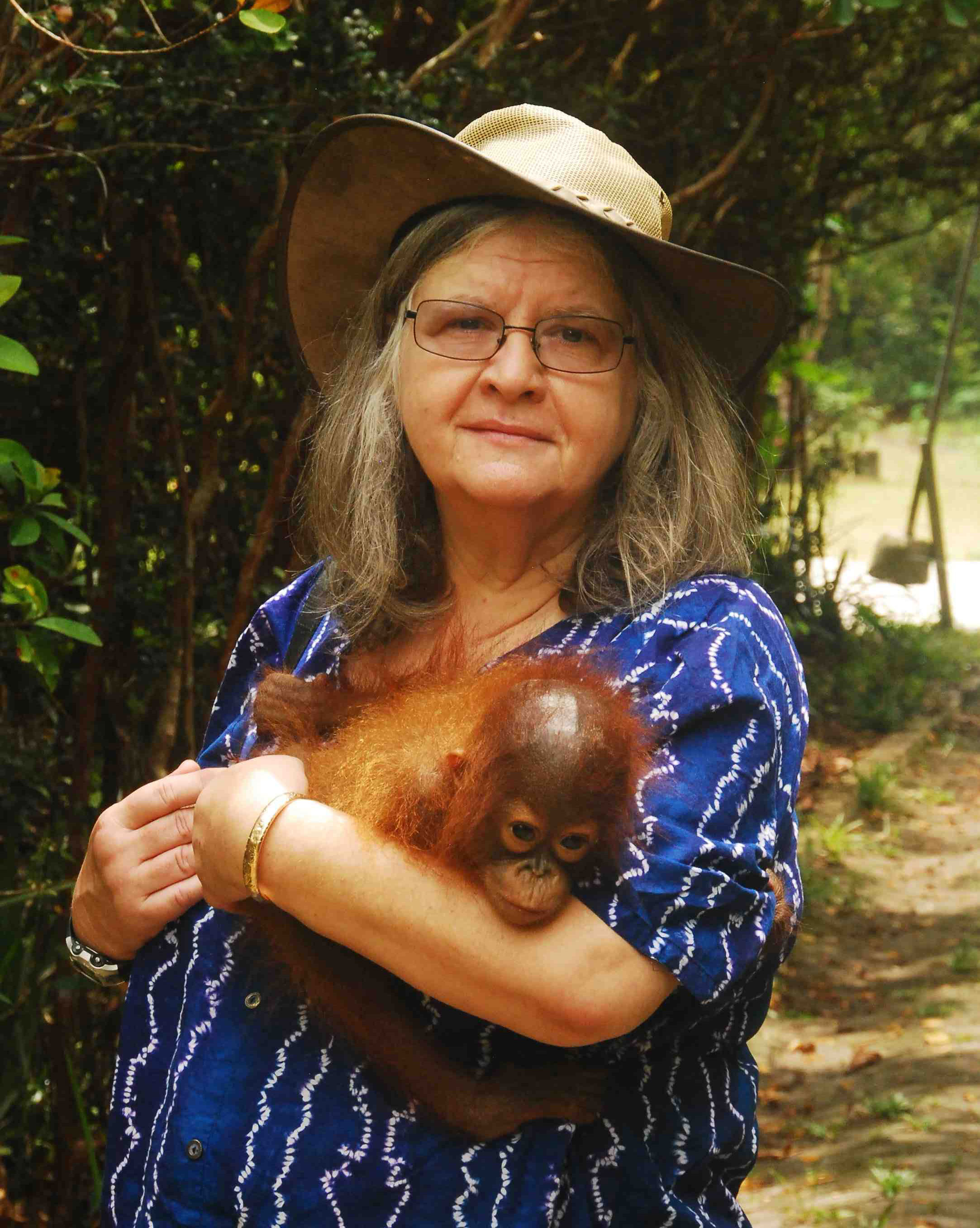
Birutė Galdikas (2011).